# رون (خواننده)
رون (ایتالیایی: Ron؛ زادهٔ ۱۳ اوت ۱۹۵۳) خواننده-ترانه‌پرداز و بازیگر اهل ایتالیا است.
از فیلم‌هایی که وی در آن نقش داشته‌است، می‌توان به و آگنس مرگ را برگزید و کلاس خصوصی اشاره کرد.
وی همچنین برندهٔ جوایزی همچون جشنواره موسیقی سانرمو شده‌است.